# Japanischer Garten (Kaiserslautern)

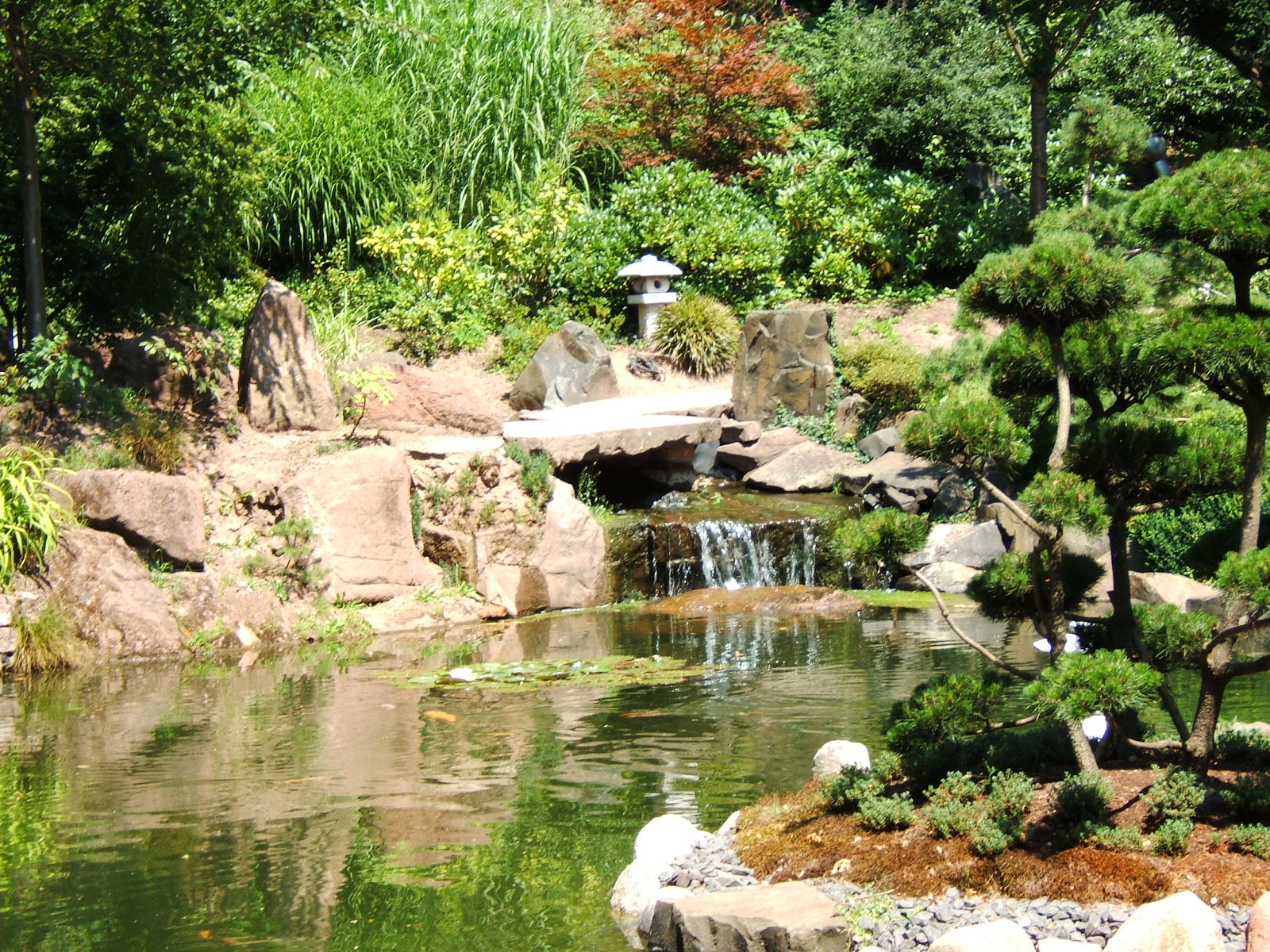
Quellstein des oberen Teichs

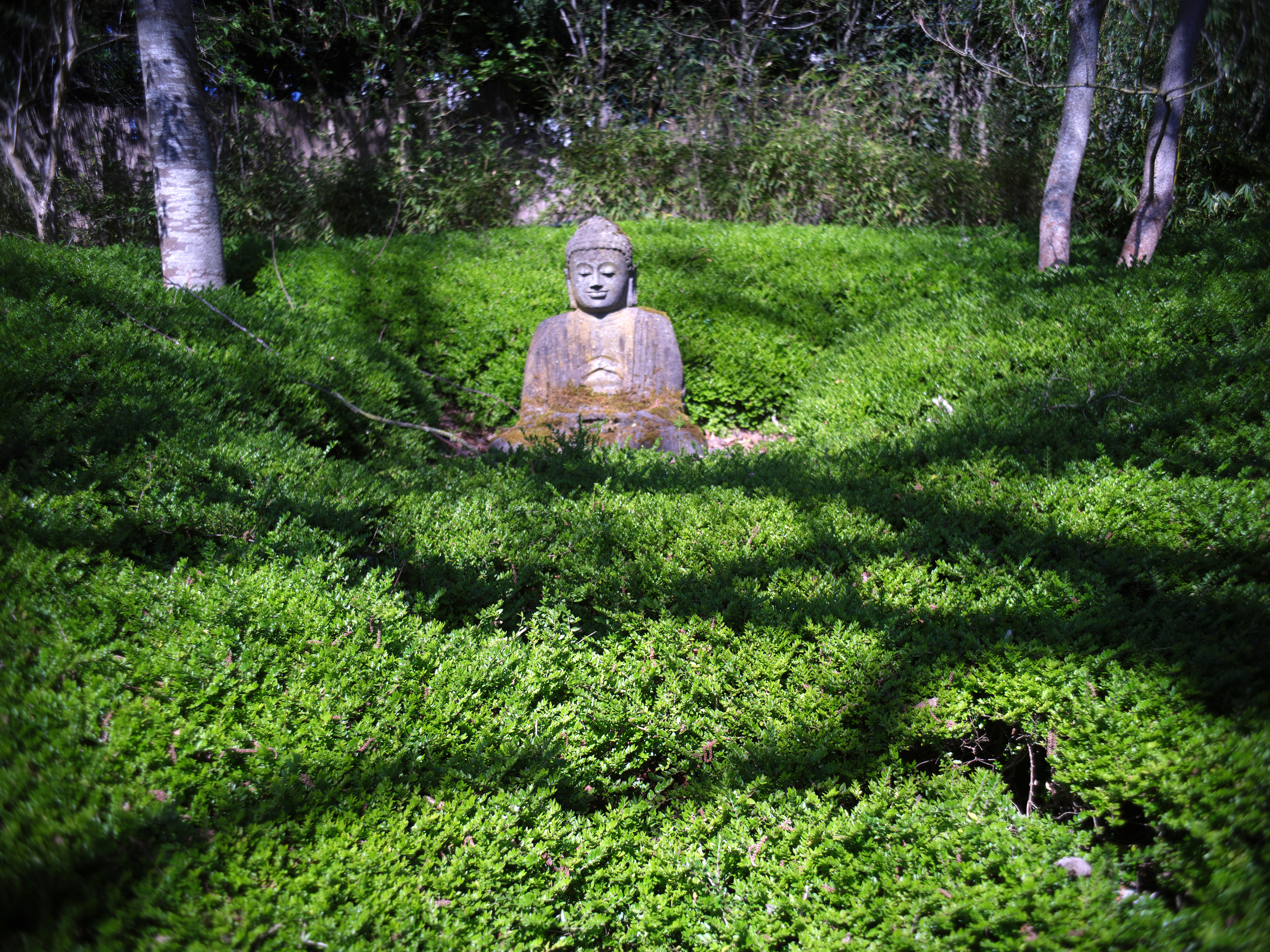
Buddha im Japanischen Garten Kaiserslautern

Der Japanische Garten in Kaiserslautern zählt zu den größten japanischen Gärten in Europa. Er wurde im Jahr 2000 eröffnet.
Der Garten wird nicht nur als Erholungsgebiet genutzt, es finden auch regelmäßig Veranstaltungen wie Taiko-Konzerte, traditionelle Feste (z. B. Hanami, Tanabata, Tsukimi) und Lesungen mit Bezug zu japanischer Literatur statt. Im historischen Teehaus werden auch japanische Teezeremonien abgehalten und standesamtliche Trauungen durchgeführt.

## Geschichte

### Gelände

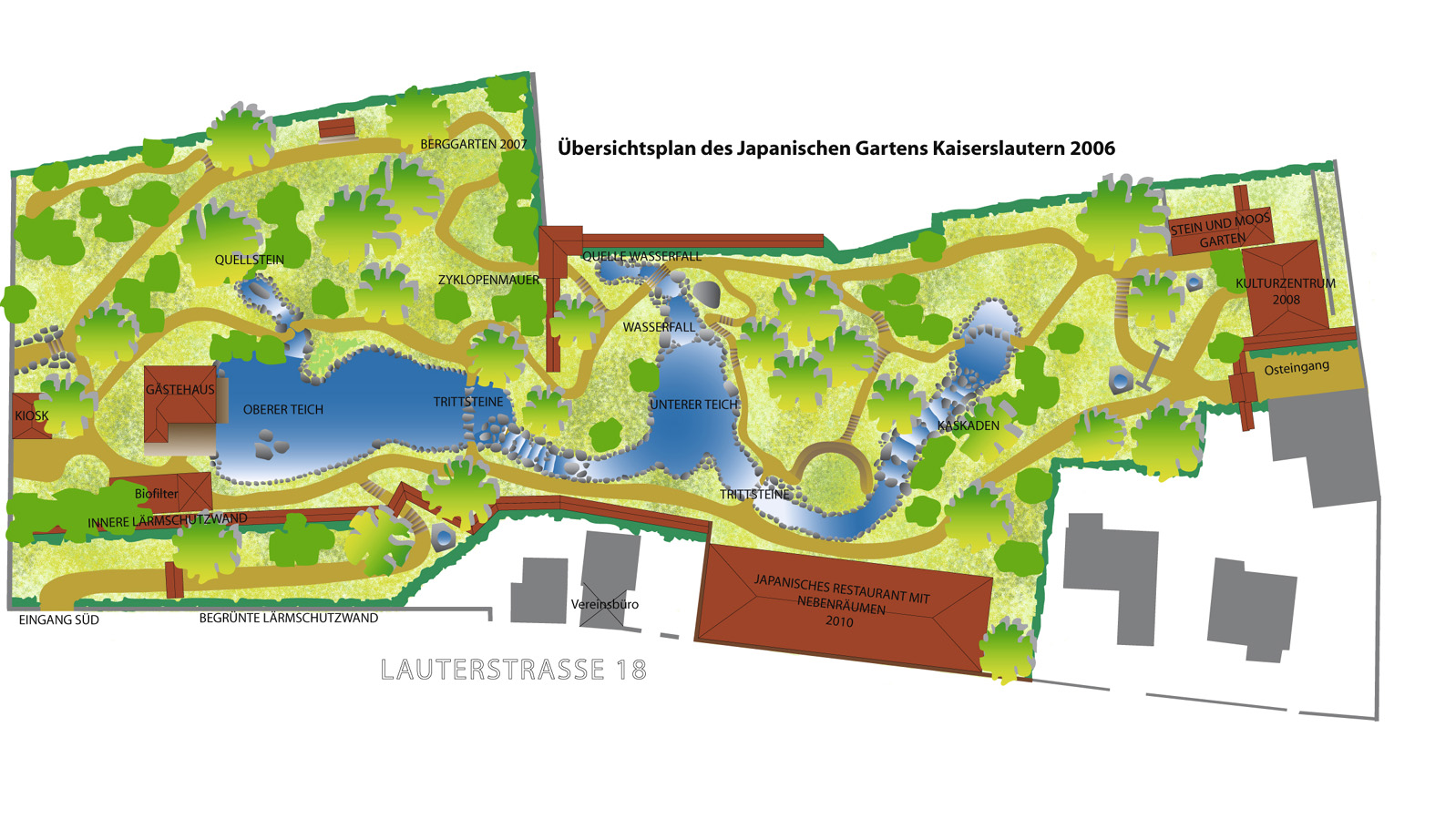
Übersicht über das Gelände

Das Gelände umfasst etwa 13.500 m² bei einer Länge von 200 Metern. Die Breite variiert zwischen 30 und 80 Metern. Es liegt in unmittelbarer Nähe zum Rathaus und zur Innenstadt. Ursprünglich diente das Gelände als Steinbruch; dort wurde bis etwa 1870 Buntsandstein abgebaut und für viele Gebäude der Stadt Kaiserslautern genutzt. Nach Stilllegung des Steinbruchs entstand hier ab 1880 der Villenpark „Am Abendsberg“.
Zehn Jahre später sorgte der Bankier Karl Karcher für die Anlage eines Landschaftsparks im englischen Stil durch den Frankfurter Landschaftsarchitekten Siesmayer. Der Park umfasste ein Gewächshaus, einen Aussichtsturm sowie einen Festsaal mit Jugendstil-Inneneinrichtung. 1933/1934 wurde die Familie Karcher durch die Nationalsozialisten enteignet und das Anwesen an die Kammgarn-Spinnerei übergeben. Der Festsaal wurde von der Stadt Otterberg erworben und nach Wiederaufbau als Badehalle genutzt. Im Jahr 1943 wurden die Villen, der Park mit Gebäuden und die zugehörigen Gärten durch alliierte Bombardements zerstört.
1980 erhielt die Stadt Kaiserslautern – nach dem Konkurs der Kammgarn-Spinnerei – das Gelände. Es wurde zur öffentlichen Parkanlage und in „Lautertalpark“ umbenannt. Auch nach der Umbenennung lag das Gelände brach, bis es 1996 als Standort für den Japanischen Garten ausgewählt wurde.
Vom ursprünglichen Landschaftspark ist lediglich der über 100 Jahre alte Baumbestand, der 1893 von Siesmayer angelegt worden war, bis heute erhalten. Er umfasst unter anderem vier Blutbuchen, mehrere Eiben, Baumhaseln, Scheinzypressen und Platanen.

### Idee und Vorbereitung
Die Idee zur Errichtung des Gartens entstand 1993, während eine Delegation aus Kaiserslautern Bunkyō – einen Hauptstadtbezirk Tokios und Partnerstadt Kaiserslauterns – besuchte. 1997 wurde der Verein Japanischer Garten Kaiserslautern e. V. mit dem Ziel gegründet, einen authentischen Japanischen Garten auf dem ausgewählten Gelände zu errichten. Das erste Gesamtkonzept umfasste fünf Bauabschnitte und wurde vom Verein mit Unterstützung der Stadt und anderen Institutionen entwickelt. Noch im selben Jahr begannen die Arbeiten am ersten Bauabschnitt.

### Bauabschnitte

Das Tee- und Gästehaus

Der Japanische Garten wurde nach Fertigstellung des ersten Bauabschnittes am 19. April 2000 eröffnet. In diesem Abschnitt entstand ein großer Koi-Teich mit einem im japanischen Stil gestalteten Umfeld. Im zweiten Bauabschnitt wurden auf einer Fläche von etwa 6.500 m² ein Bachlauf und vier Wasserfälle errichtet, darunter einer mit einer Höhe von 12 Metern, und im August 2001 eingeweiht. Während des dritten Bauabschnittes in den Jahren 2004 und 2005 entstand ein Stein- und Moosgarten nach dem Vorbild japanischer Kare-san-sui-Gärten. 2003 kaufte die Stadt Kaiserslautern ein um 1900 erbautes, japanisches Tee- und Gästehaus und ließ es am Oberen Teich aufbauen. Das Haus hatte ursprünglich in einem Park in Tokio als Gästehaus eines japanischen Ministers gedient, bis es 1983 ein deutscher Privatmann kaufte, dort ab- und in Deutschland wieder aufbauen ließ. 2007 wurde im höchstgelegenen Bereich des Gartens ein Berggarten im Tsukiyama-Stil angelegt.
Während der bisherigen Baumaßnahmen wurde eine reine Bausumme von insgesamt etwa drei Millionen Euro aufgewendet. Diese umfasst sowohl die baulichen Vorbereitungen wie die Geländemodellierung oder Abtragung der Überreste der Villen, als auch die eigentlichen Baumaßnahmen. Planung, Bauleitung und architektonische Planung des Gartens erfolgten ehrenamtlich, ebenso die Leitung durch die Vereinsvorstände.

## Gartengestaltung

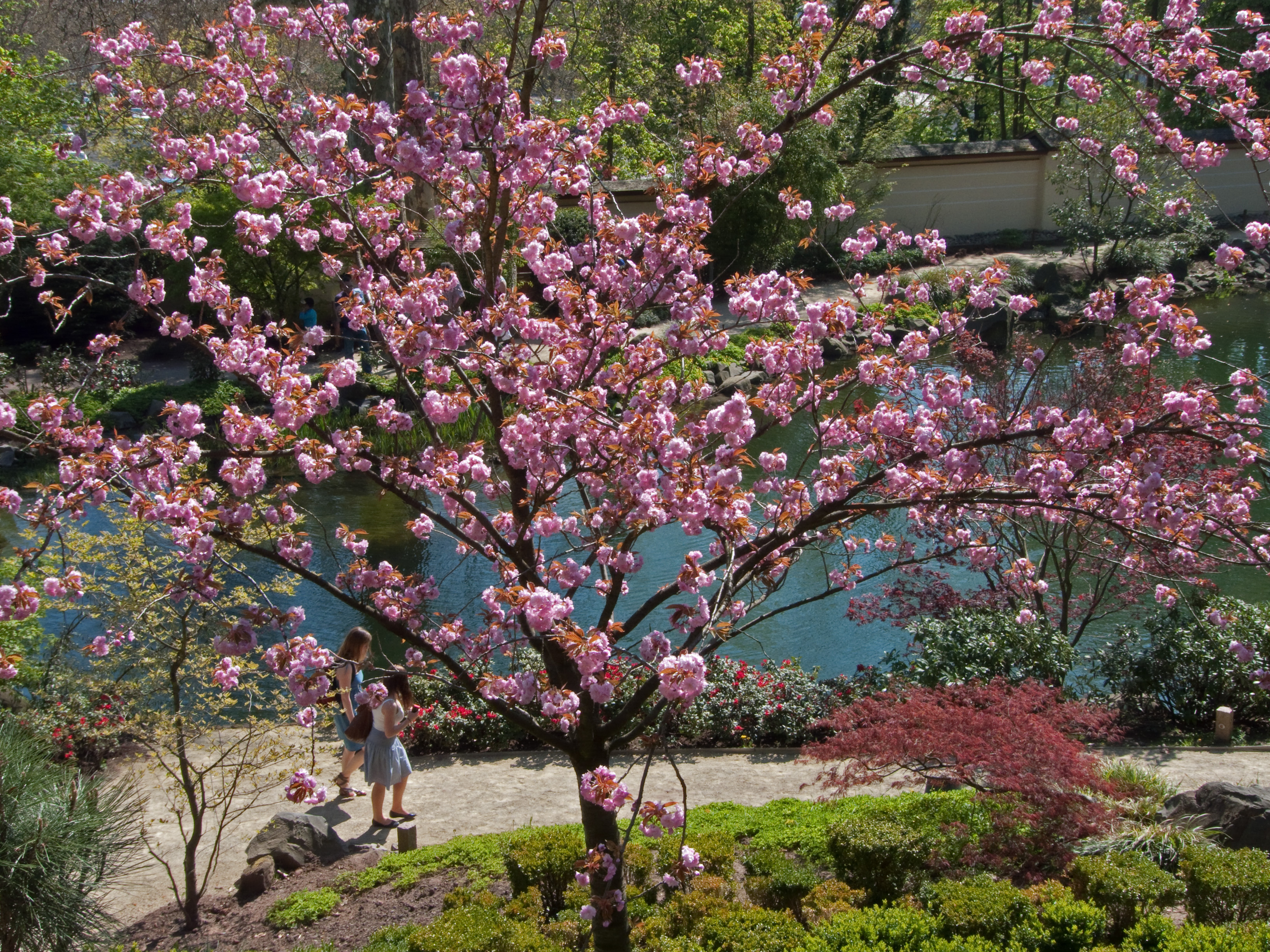
Japanische Zierkirsche

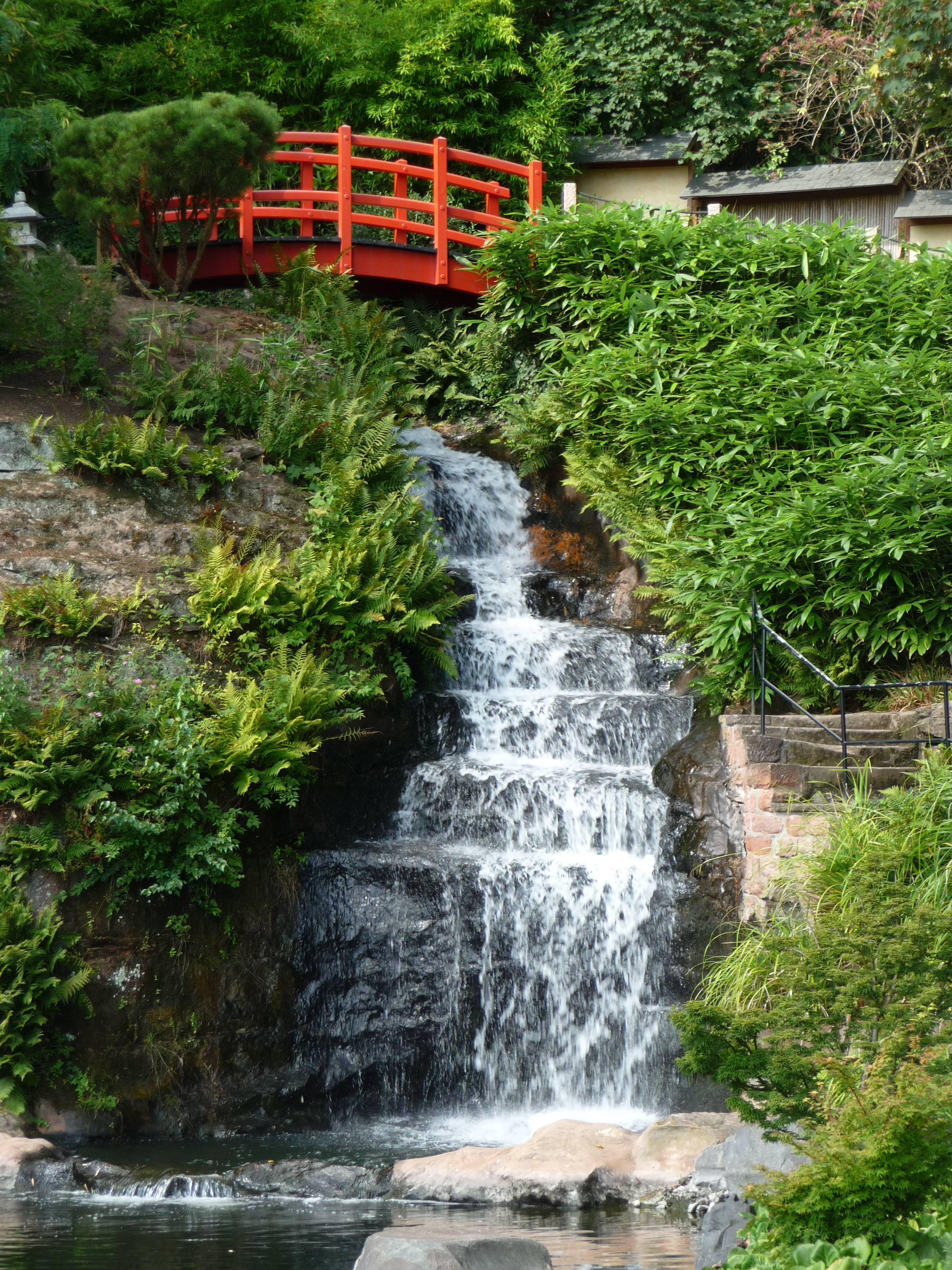
Brücke über den Wasserfall

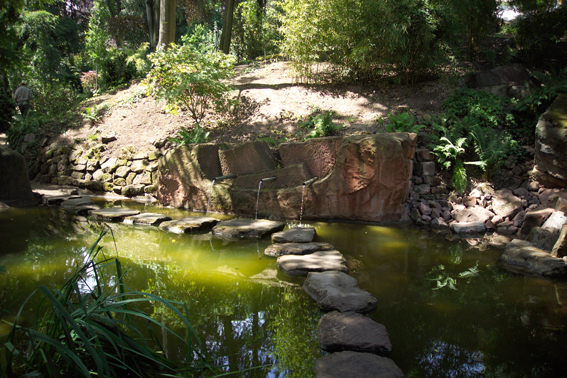
Steinerne Schiffsskulptur

Oberer Teich

### Bepflanzung
Der Japanische Garten hat zwei Eingänge, von denen der Südeingang zuerst fertig gestellt wurde. Vom Südeingang, der heute nur noch als Ausgang fungiert, führt der Weg zunächst hinter der äußeren Lärmschutzwand zu einem Kassenhäuschen. Die Wand ist aus Sandstein gemauert und stammt noch aus der früheren Villenbebauung. Zwischen innerer und äußerer Lärmschutzwand verläuft ein ansteigender, kiesbedeckter Fußweg. An seinen Seiten sind Rhododendren, Azaleen und Fächer-Ahorn gepflanzt. An einem stilisierten Quellstein wendet sich der Weg und man tritt über eine kurze Sandsteintreppe durch ein Tor in den oberen Gartenabschnitt. Von hier aus fällt der Blick über den großen Oberen Teich auf eine ansteigende Berglandschaft. Der Teich ist im Stil eines japanischen Wasserlandschaftsgartens (Chitei) gestaltet und es herrscht eine lichte, geordnete Bepflanzung vor. Hier finden sich unter anderem für japanische Gärten typische Pflanzen wie Japanische Zierkirschen, Kamelien, Blütenhartriegel und Azaleen. Mehrere als Großbonsai geformte Kiefern und Eiben, darunter eine vom japanischen Künstler Makioka Kazuo in 2004 gestaltete große Eibe am Oberen Teich, bestimmen das Flair der japanischen Gartenlandschaft.
Das gesamte Wasser der Teiche und Wasserfälle wird aus der Lauter, die unterirdisch unter der Stadt fließt, entnommen und mit Pumpen über mehrere hundert Meter bis in den Japanischen Garten gefördert. Das Gesamtvolumen der Teiche und Wasserläufe beträgt über eine Million Liter (1.000 Kubikmeter). 2016 und 2017 wurde die notwendige Wassertechnik ertüchtigt und mit zusätzlichen Filtern und Pumpen modernisiert.

### Oberer Teich
Der Teich wird von einer gegenüberliegenden Quelle gespeist und ist mit Koi besetzt. Zur Linken sieht man das japanische Teehaus, das von einem kleinen Teegarten umgeben ist und dessen Holzterrasse auf den Teich hinausragt. Hinter dem Teehaus steht das Kiosk 'Bunkyo-an'. Um den Oberen Teich ist ein Rundweg angelegt. Die Uferlandschaft ist mit Steinlaternen, Bambus, Japanischen Zierkirschen, verschiedenen Gräsern sowie Kleinsträuchern wie Kamelien, Rhododendren und Azaleen gestaltet. Der gesamte Obere Teich und seine Uferbereiche wurden 2018 im Zuge einer umfassenden Teichsanierung neu gestaltet. Anstelle der ursprünglichen Trittsteine aus Buntsandstein führt seit 2019 eine hölzerne Zickzack-Brücke über den Oberen Teich. Über einen Kiesweg links am Teehaus vorbei kann man den ansteigenden Hang betreten, der mit alten Bäumen und neu gepflanzten Sträuchern angelegt ist. Durch diesen Hang ziehen sich mehrere leicht ansteigende Fußwege. In dieser Berglandschaft ist die Bepflanzung – unter anderem mit Kiefern – dichter, weniger geordnet und stärker am ursprünglichen natürlichen Bewuchs orientiert. Von einigen lichter bepflanzten Stellen aus ist ein Blick in die Tallandschaft möglich.

### Unterer Teich
Wendet man sich vom Südeingang aus nach rechts, gelangt man auf einem abschüssigen Weg in den östlichen, wesentlich tiefer gelegenen Abschnitt des Gartens. Dieser ist alternativ vom höchsten Punkt des Gartens aus über einen Mauerdurchbruch erreichbar, der noch von den früheren Gärten stammt. An diesem Mauerdurchbruch wurde mit asiatisch wirkenden Bambusdächern eine Sitzecke eingebaut. Im tieferen Teil des Gartens erblickt man den Großen Wasserfall, der von Norden her unter einer roten Brücke hindurch in einen kleineren Teich herabstürzt. Ein Bambuswald umgibt die Brücke über diesen Wasserfall, die wiederum über den Mauerdurchbruch in den höher gelegenen Berggarten führt.
Der Untere Teich, der vom Großen Wasserfall gespeist wird, kann über eine Sandsteinbrücke überquert werden. Vom Oberen Teich, dessen Wasser durch Pflanzenbewuchs grob gefiltert wird, fließt ein gestalteter Bachlauf am Weg entlang in den Unteren Teich. Ein weiterer Bachlauf ergießt sich vom östlichen Torbereich her über steinerne Kaskaden in den Teich. Auch hier ziehen sich mehrere Wege den Hang hinauf, die teilweise als Stufen in das anstehende Felsgestein geschnitten sind und an der Brücke enden. Am Bachufer unterhalb der Kaskaden, dem tiefsten Punkt des Gartens, ist eine Art Rasentheater im Stile eines kleinen Amphitheaters aus einer kreisrunden Fläche mit ansteigenden Sitzreihen angelegt worden. Oberhalb des Osteingangs wurde 2004 im Zuge eines Gartenseminars mit Makioka Kazuo und Irmtraud Schaarschmidt-Richter ein Stein- und Moosgarten als Zengarten angelegt. Der Garten wird von einer Lehmmauer eingerahmt und durch einen Holzsteg zweigeteilt. Beide Teile sind dem Kare-san-sui-Stil nachempfunden. Im westlichen Abschnitt ist ein stilisierter Bergsee und dessen Umgebung dargestellt. Der Abschnitt östlich des Holzstegs ist dem Zengarten des Klosters Ryōan-ji in Kyōto nachempfunden.
Geht man einen der Wege nach oben, so gelangt man zur roten Holzbrücke, die über den Wasserfall führt und von der aus man den Quellstein betrachten kann, der den Großen Wasserfall speist.

## Besitzverhältnisse, Zuständigkeit und Kooperationen
Der Verein Japanischer Garten Kaiserslautern e. V., der für Entwicklung und Betrieb des Gartens verantwortlich zeichnet, hat das Gartengelände für zunächst 30 Jahre von der Stadt gepachtet. Bei der baulichen Entwicklung kooperiert der von anfangs 18 auf inzwischen etwa 800 Mitglieder angewachsene Verein mit der Stadt Kaiserslautern, die im Rahmen eines Public-Private-Partnerships u. a. das Gelände zur Verfügung stellt, dem Japanischen Generalkonsulat in Frankfurt am Main, der Deutsch-Japanischen Gesellschaft Rhein-Neckar und dem auch in Japan vertretenen TÜV Rheinland, der in der Entstehungsphase Kontakte nach Japan hergestellt und den Verein in technischen Fragen unterstützt hat. Der Verein wird von einem ehrenamtlich agierenden Vorstand vertreten. Erster Vorsitzender des Vorstandsteams ist seit 2021 Ralf Kammer, zweite Vorsitzende Anja Seepe.
Finanziert wird der Japanische Garten durch die Mitgliedsbeiträge des Trägervereins „Japanischer Garten Kaiserslautern e. V.“, Eintrittsgelder, Erlöse aus Verkäufen im Shop und individuellen Veranstaltungen (z. B. Hochzeiten im Teehaus), Spenden und Sponsoren. Eine Kooperation besteht u. a. mit der SWK Stadtwerke Kaiserslautern. Die Stadt Kaiserslautern unterstützt den Verein zusätzlich mit Mitteln aus dem Referat Grünflächen.